# En un mundo nuevo
En un mundo nuevo(In a New World)는 1971년 제 16회 유로비전 송 콘테스트 1971에 스페인이 출품했던 노래이다. 스페인의 여가수 카리나(Karina)가 스페인어로 불렀으며, 새롭고 더 나은 미래를 위한 희망찬 멜로디로 이루어져 있다.